# Борки (Радинський повіт)
Боркі (пол. Borki) — село в Польщі, у гміні Борки Радинського повіту Люблінського воєводства.
Населення — 629 осіб (2011).
У 1975-1998 роках село належало до Люблінського воєводства.

## Демографія
Демографічна структура станом на 31 березня 2011 року:
|          | Загалом | Допрацездатний вік | Працездатний вік | Постпрацездатний вік |
| -------- | ------- | ------------------ | ---------------- | -------------------- |
| Чоловіки | 317     | 76                 | 216              | 25                   |
| Жінки    | 312     | 61                 | 195              | 56                   |
| Разом    | 629     | 137                | 411              | 81                   |